# Озринићи (племе)
Озринићи су племе Катунске нахије Црногорског вилајета некадашње Кнежевине Црне Горе. Друго име племена, Чевљани (по Чеву), је преовладало највјероватније у доба књаза Николе. У 20. веку (могуће и раније) јавља се и назив Озровићи.

## Историја
Јован Цвијић је на територији Старе Црне Горе набројао 21 племе, 7 у Брдима (Висоније), 16 у Старој Херцеговини и 2 у Приморју (Црногорско приморје). Били су подељени у две различите групе; Староцрногорски, и племена у горју. Потоњи су били концентрисани на североистоку реке Зете, и углавном су их чинила племена која су избегла од османске окупације, а која су се укључила у Црну Гору након борби на Мартинићима и Крушима. Племе Озринићи помињу се као део старих црногорских племена (1796).
Озринићи се први пут помињу у повељи Ивана Црнојевића 1489. године, затим у тефтеру (пореском регистру) Дукађина 1570–1571. Пет породица Озринића основало је 1597. године насеље Озринићи на никшићком подручју. Озринићи су били највеће племе у Катунској нахији, једној од четири провинције Старе Црне Горе.
1829. године Озринићи и Цуце имали су оружани сукоб против суседних Бјелица, а Петар I Петровић Његош послао је Симу Милутиновића Сарајлију да преговарају о миру међу њима .

## Антропологија
Племе Озринићи обухвата села Чево, Загреда, Велестово, Марковина,Барјамовица, Маклен, Плоча, Ластва, Убли, Ожеговићи. Сви Озринићи славе славу Аранђеловдан

## Истакнути људи
- Милена Вукотић
- Сула Радов Радуловић
- Јанко Вукотић
- Душан Вукотић
- Момчило Вукотић
- Вито Николић
- Живко Николић
- Мило Ђукановић
- Ацо Ђукановић
- Жељко Штурановић
- Жарко Варајић
- Војо Гардашевић
- Блажо Перутовић
- Рођа Раичевић
- Поп Мило Јововић
- Брано Мићуновић
- Драгољуб Мићуновић
- Пеко Павловић
- Душан Спасојевић
- Андрија Драшковић
- Бранко Радуловић (црногорски политичар)
- Саша Радуловић
- Игор Николе Миловић